# エウヘニオ・マルティネス
エウヘニオ・ロランド・マルティネス・カレアーガ（Eugenio Rolando Martínez Careaga, 別名; ムスクリト《Musculito》, 1922年7月8日 - 2021年1月30日）は、1960年代初頭の反カストロ運動活動家であり、後に1972年のメモリアル・デイの週末にアメリカ合衆国ワシントンD.C.の民主党全国委員会（DNC）本部で発生したウォーターゲート事件においてG・ゴードン・リディとE・ハワード・ハントに雇われた実行犯5人のうちの1人である。事件後の彼は不動産エージェントとして働いた。
1回目の侵入事件から数週間後の1972年6月17日、マルティネスは共犯者たちと共に2度目の侵入を試みたところ、コロンビア特別区首都警察によって逮捕された。このウォーターゲート事件により、マルティネス、フランク・スタージス、ヴァージリオ・ゴンザレス、バーナード・バーカー、ジェームズ・W・マッコード・ジュニアらは有罪判決を受けた。15か月の刑期後、マルティネスは1983年に当時の大統領のロナルド・レーガンにより恩赦された。マルティネスはウォーターゲート事件においてニクソン以外で恩赦を受けた唯一の人物である。
2016年8月31日、保守系の監視団体であるジュディシャル・ウォッチが情報自由法に基づく請求を通してCIAの内部文書を入手し、マルティネスが事件時にCIAの有給職員であることが記載されたことが明らかとなった。この情報開示以前まではCIAはマルティネスとのつながり自体を認めていたものの、ウォーターゲート事件の少なくとも2年前までには彼のCIA勤務は終了していたと主張していた。
マルティネスは2021年1月30日にフロリダ州ミネオラの娘の自宅で98歳で亡くなった。彼はDNC侵入犯であるウォーターゲート・セブンの最後の生存者であった。

## 大衆文化での描写
ウォーターゲート事件を扱った1976年の映画『大統領の陰謀』ではドミニク・キアネーゼがマルティネスを演じた。
ジャック・マクデヴィットとマイク・レズニックによる2012年の小説『The Cassandra Project』（ISBN 978-1-937008-71-0）は時代設定が2019年であり、マルティネスがウォーターゲート・セブンの最後の生存者となることが正確に予測されている。小説の中でマルティネスは、ウォーターゲート事件の真の目的は極秘の月面着陸での発見に関する登場人物（ジョン・アーリックマンとラリー・オブライエンの親友と思われる）の資料を入手することであり、DNCでの盗聴は陽動作戦であったと明かしている。
マルティネスは1991年の小説『Harlot's Ghost』に脇役として登場している。
1995年のオリバー・ストーン監督による伝記映画『ニクソン』では、プエルトリコ人俳優のカマール・デ・ロス・レイスがマルティネスを演じた。